# Segredos da Tribo
Segredos da Tribo é um filme documentário brasileiro de 2010, dirigido por José Padilha.
Produzido entre a BBC e HBO, o filme expõe o conflito entre antropólogos por causa dos ianomâmi.

## Prêmios e indicações
- Sundance Festival 2010, indicado na categoria de melhor documentário